# 群馬県立中央中等教育学校
群馬県立中央中等教育学校（ぐんまけんりつ ちゅうおうちゅうとうきょういくがっこう、英称：Gunma Prefectural Chuo Secondary School ）は、群馬県高崎市新保田中町に所在する公立中等教育学校。
群馬県立中央高等学校を前身として2003年度に設置、2004年4月に県内初の公立中等教育学校として開校した（群馬県初の中等教育学校は私立の創世中等教育学校）。

## 概要
2000年に群馬県の中高一貫教育研究会議により中高一貫教育の基本的な考えがまとめられ、群馬県立中等教育学校の設置が発案された。後に校名を群馬県立中央中等教育学校として開校した。2024年度現在、16-21期生の約760名が在籍している。
地球市民の育成を目標に英語教育に取り組んでいる。英語科の授業では外国人講師やALTと共に学習する時間が設けられる。
コミュニケーション能力の育成に伴い履修科目を創設するなど独自のカリキュラムを敷いている。創設された科目等、詳細は教育・取り組みの項参照。
本校開校には、元国際連合事務次長の明石康が関わったことも知られている。そのため、校内に明石ルームがある（後述）。

## 沿革
- 2000年10月2日 - 群馬県中高一貫教育研究会議が、中高一貫教育の基本的な考え方を公表
- 2002年1月8日 - 群馬県立中等教育学校の設置構想が公表される
- 2002年9月18日 - 群馬県立中等教育学校の基本構想が県教育委員会で承認
- 2003年1月6日 - 校名を「群馬県立中央中等教育学校」とすることが公表される
- 2003年3月12日 - 群馬県議会において県立学校設置条例の一部改正議決
- 2003年4月1日 - 群馬県立中央中等教育学校教職員として、校長以下8名が発令
- 2004年1月25日 - 初めての入学者選抜実施
- 2004年4月1日 - 群馬県立中央中等教育学校開校
- 2004年4月7日 - 県知事出席のもと第1回入学式挙行 第1期生129名入学
- 2004年6月26日 - 新校舎完成　使用開始
- 2005年12月22日 - 元国連事務次長 明石康 (現 群馬県立女子大学外国語教育研究所長) を迎え、開校記念式典及び交流館落成記念式典を挙行
- 2006年4月1日 - 群馬県立中央高等学校の募集停止
- 2008年3月 - 第一回地球市民語学研修（ボストン・ニューヨーク方面）実施
- 2008年10月 - 第一回海外修学旅行（5学年シンガポール方面）実施
- 2009年3月1日 - 群馬県立中央高等学校最後の「卒業式」及び「継志式」挙行
- 2009年3月31日 - 群馬県立中央高等学校閉校
- 2010年3月31日 - 第一回卒業式挙行
- 2011年4月1日 - 2学期制から3学期制に変更
- 2012年4月1日 -　時間割を55分授業・1日6時間方式に変更
- 2013年10月3日 - 創立10周年記念式典挙行
- 2014年4月1日 - スーパーグローバルハイスクールに文部科学省から指定される。(5年間)
- 2019年4月1日 - スーパーグローバルハイスクール指定を終え、Frontier Education for World Citizenship(FEWC)を導入。[1]
- 2023年11月1日 - 創立20周年記念式典挙行

## 基礎データ

### 校章
「G」は地名の群馬、「C」は校名の中央、「S」は中等教育学校の「Secondary School」で、この3つを基調に、地球がイメージできる親しみやすいものとした。また、中心部の「S」は握手をイメージしており、地球市民としてみんなで協力する大切さを表現した。色は、「G」は緑で大地、「C」は青で空、「S」は赤色で太陽を表している。校章のデザインは一般公募によって選考された。さらに、「GCS」には本校の目指す生徒像として次の意味もある。
G
Goodwill (思いやり)
C
Confidence (自身、信頼)
S
Superb (優秀)

### 校歌・スクールソング
校歌
母体校である群馬県立中央高等学校の校歌を引き継いだものである。校舎近辺の風景、生徒が持つべき規範が示されている。作詞は草野心平、作曲は渡邊浦人。作詞者の草野はこの校歌を作詞するにあたって当時の中央高校校舎の屋上に行き、思索に耽ったと言われている。
スクールソング
愛唱歌として英語によるスクールソングが開校とともに制作された。歌詞には、夢や希望を持って勉学に邁進し地球市民となるよう努力することがうたわれている。作詞は初代校長の若林勝利、作曲は小長谷宗一。しかし普段の学校生活で歌われることは無く、実際に歌える生徒も少ない。

## 教育・取り組み

### 主な特色
- 先進的な英語教育に力を入れている。特に英語で自分の意志を表現する英語コミュニケーション能力は授業を始め様々なところで活用されている。1-2年次の生徒が行くイングリッシュキャンプでは1泊2日の研修の中でたくさんの外国人講師やALTと英語による交流を深め、生徒の英語に対する強い自信につながっている (イングリッシュキャンプの詳細は、学校行事の項参照) 。

- また、生徒の自立心向上のため、三つの“NO”がシンボルとして挙げられている。
  - NO Chime
  - NO Garbage
  - NO Orders

- かつてJSTが設定していたサイエンス・パートナーシップ・プロジェクト (SPP) 教育指定校にもなっていた。

### 学習科目
1-3年生
- 主要5教科(国語科・社会科・数学科・理科・英語科)
- 実技4教科 (技術家庭科・芸術科 (音楽・美術) ・保健体育科)
- FEWC(1年:FEWC IA・IB/2年: IIA・IIB/3年: IIIA・IIIB)

4-5年生
- 国語(4年:現代の国語・言語文化/5年文系:論理国語・文学国語・古典探究/5年理系:論理国語・古典探究)
- 地理歴史(4年:地理総合・歴史総合/5年文系:日本史探究・世界史探究/5年理系:地理探究)
- 公民(4年:なし/5年:公共)
- 数学(4年: I・A・II/5年文系: II・B・C/5年理系: II・B・III・C)
- 理科(4年:物理基礎・生物基礎/5年文系:化学基礎/5年理系:化学基礎・化学・物理または生物)
- 英語(4年:英語コミュニケーション I・AEE I/5年:英語コミュニケーション II・AEE II)
- FEWC (4年:Ⅳ/5年: V)

6年生
- 選択授業(文系のみ)(詳説体系言語文化、時事英語、数学II探究、数学B探究から選択、化学探究と生物探究または英語セミナーから選択)
- 国語(5年と同一)
- 地歴公民(文系:地理探究、日本史探究詳論、世界史探究詳論から選択・日本史探究概論、世界史探究概論、倫理、政治・経済、公民詳論から選択/理系:地理探究概論、公民詳論から選択)
- 数学(理系: B・III・C・数学探究)
- 理科(理系:化学・物理または生物)
- 英語(英語コミュニケーション III・CS)

### 独自の教科

#### FEWC(フューク：Frotier Education for World Citizenship)
一般的な中学校における総合的な学習の時間、高校における総合的な探究の時間である。各学年ごとに設定されたテーマに沿って個人またはグループで研究を行う。提出物として論文(1年生は新聞)を作成するほか、研究の成果を学年末に発表する。学校代表となった生徒は、様々な大会で発表している。5年生になると英語で論文作成・発表を行う。また、3年生は模擬国連も行う。
(テーマの概要)
- FEWC IA - 身近な地域とSDGs(自分の市町村について、SDGsを巻き込んで考える探究活動)
- FEWC IB - ICTの活用学習(1年間パソコンの使い方を学ぶ他、尾瀬とSDGsについても研究・学習する)
- FEWC IIA - 群馬探究(群馬の現状と未来、郷土群馬のあり方を考える探究活動)
- FEWC IIB - 統計資料の活用学習
- FEWC IIIA - 日本探究(日本の現状と未来の探究)
- FEWC IIIB - 世界学習(模擬国連を通して世界の課題を学習する)
- FEWC IV - 世界探究(グローバルな社会課題、探究とイノベーション学習)
- FEWC V - 世界へ発信(国際的視野から分析、英語での論文、世界に意見発表)

##### IM/AEE (アイエム/エーイーイー：Advanced English Expression)
国際 コミュニケーション 能力 の育成を 目標にIM(前期課程：3年次)/AEE(後期課程：4-5年次)を必修科目とし独自のカリキュラムで学習する。英語科目の一部として組み込まれており、外国人講師やALTによる英語のみを使った授業が行われている。

##### CS (シーエス：Contemporary Studies)
6年生のみの教科。FEWCと関連した学習が行われ、生徒は5年次のFEWC Vでの研究内容を引き続き研究する。IM/AEEと同様に英語科目の一部として組み込まれており、外国人講師が授業を行う。

#### 廃止された科目とその学習内容
一般に他校で言う総合的な学習の時間の一環として行われていたものである。

#### World Citizen科
MC/GS/CSの3つの教科からなる。複数人でグループを作り、それぞれが学年で与えられたテーマをもとに班ごとでテーマを設定し、1年を通じて研究する。研究の成果は学年末に発表し、学校代表となった班は様々な大会で発表する。学年を重ねるにつれて、研究の内容をより詳しいものにしている。略称はWC科。
- MC I(Multi Cultures I:エムシーワン) - 平成28年度までは、多文化理解をテーマに研究していたが、平成29年度からは過去に行っていたICTに近い内容の授業をしている。平成31年度からはFEWCに統合され、FEWCⅠBとなった。
- MC II(Multi Cultures II:エムシーツー) - 平成28年度までは、多文化理解をテーマに研究していたが、平成29年度からは統計資料の使い方を学習している。平成31年度からはFEWCに統合され、FEWCⅡBとなった。
- GS(Global Studies:ジーエス)・CS(Contemporary Studies:シーエス) - 世界をテーマに研究している。5年生と6年生は、英語で論文を書き、発表する。

##### ICT
(アイシィーティー：Information Communication Technology)
コンピュータを活用し、課題処理に取り組む。生徒一人一人には専用のアカウントがあり、一人一台使えるデスクトップコンピューターがある。また、全館無線LANが通っているので、廊下や体育館以外どこでもコンピュータが使えることになる。
- タッチタイピング (ブラインドタッチ) の習得
- プレゼンテーション能力の習得
  - これはMicrosoft PowerPointを用いて行う。生徒はこれを1年次から取り組んでいるため、ほぼ全ての生徒がプレゼンテーションを行うことができる。また、これはGEの授業でも活用されるため時にICTの時間にGEをすることもある。
- BASICを用いたプログラミング
- ソフトを用いた映像作り
- 情報モラル教育

など

## 学校行事
- 入学式(4月上旬)
- 対面式/座談会(4月上旬、入学式の2、3日後)
  - 生徒同士の交流イベント。生徒会が主催している。
- 宿泊オリエンテーション(4月上旬、入学式の1週間後)
  - 新しい環境での学校生活に慣れるため1年次の生徒が宿泊を通して友人との交流を深めるもの。前橋市赤城少年自然の家で行われる。(かつては旧妙義少年自然の家で行われていた)
- 生徒総会(5月上旬)
- 少年の主張校内大会(5月下旬)
- 朋友祭(文化祭)/体育祭(6月上旬)
  - 隔年で行われる。(奇数年度が体育祭、偶数年度が体育祭)
  - 新型コロナウイルスの影響により2020年度朋友祭が中止となり、2021年度に朋友祭と体育祭を合わせた紫陽祭(しようさい)が行われた。
  - 体育祭は2023年度の体育祭より高崎アリーナにて実施されている。なお、2024年度は偶数年度だが体育祭が開催された。(この年度は朋友祭があったため、体育祭は9月に開催された)2025年度で3回連続の開催となった。
- 芸術鑑賞教室(6月)
  - 日本文化や外国の文化に触れるため毎年1回行われている。主に群馬交響楽団の高校音楽教室や能・狂言の鑑賞など。
- 前期スピーチコンテスト(7月)
  - 前期生が英語でスピーチを行う大会。学校代表を1名選出する。
- CS課題研究発表会(7月下旬)
  - 6年生の代表者が、半年間行ってきた研究の成果を3-5年生や有識者の前で発表する。
- 学習合宿(8月上旬)
  - 志賀高原にて4-6年生が4泊5日で行う合宿。
- ジュネーブ国連研修(8月下旬)
  - FEWCの一環として、毎年8月に3・4年生の希望者がスイスのジュネーブにある国連機関を訪問する。シリコンバレー研修とは隔年で実施される。
- シリコンバレー研修(8月下旬)
  - 2024年度から始まり、3・4年生の希望者がアメリカのシリコンバレーにある企業などを訪問する。ジュネーブ国連研修とは隔年で実施される。
- 尾瀬ネイチャーラーニング(8月下旬)
  - FEWC IBの一環として、毎年2学期が始まってすぐに1年生が尾瀬に日帰りで学習に向かう。
- 生徒会役員選挙(9月中旬)
- 後期スピーチコンテスト(9月)
- グローバルウィーク(9月末)
  - FEWCの活動の一環として開かれる、他文化体験の授業やFEWCの課題研究の中間発表会が行われる週。
- 修学旅行(10月上旬)
  - 3年生が2泊3日で奈良、京都を訪れ、5年生が4泊5日でシンガポールを訪れる。5年生は現地でシンガポール国立大学の学生と交流するほか、現地の企業を訪問しFEWC Vでの研究の成果を英語で発表する。
- 大学訪問(10月上旬)
  - 毎年4年生が修学旅行と同時期に日帰りで東京にある大学を訪問する。
- オープンスクール(学校公開)
  - 毎年10月の下旬か11月上旬の日曜日に行われる。
- イングリッシュキャンプ(10月下旬)
  - 1-2年生が1泊2日で英語学習に取り組む宿泊行事。毎年国立赤城青少年交流の家で行われ、群馬県内の高校に勤務するALTが30人程度講師として参加している。この中では英語スキット (英語劇) コンテストも行われ、授業では事前に準備もすすめられる。
- 開校記念式典(11月上旬)
  - 毎年11月の初めに講演会が行われる。過去の講師は明石康、畑正憲、ピーター・フランクル、眉村卓、北島寿典、田中仁、清水崇など。
  - 2013年度は開校10周年を記念した式典が行われ、記念講演会として元小結でタレントの舞の海秀平が招かれた。
  - 近年では粂原圭太郎や矢内雄一郎など、前身の中央高校や本校の卒業生が講演を行っている。
- 校内合唱コンクール (11月上旬、前期課程のみ)
  - 前期課程の生徒がクラス対抗で合唱をするコンクール。昌賢学園まえばしホールで行われ、各学年上位2クラスにはそれぞれ金賞と銀賞が贈られる。
- 校内百人一首大会 (1月中旬前期課程のみ)
  - 校内合唱コンクールと同じく前期課程の生徒がクラス対抗で百人一首をする大会。毎年1月中旬に行われ、上位3クラスまでが賞状を貰うことができる。
- FEWC課題研究発表会(2-3月)
  - 1-5年生がFEWCで1年間行ってきた研究の成果を発表する。2月上旬にクラス大会が行われ、クラス代表となった2名が3月上旬の学年大会に参加し、そこで選ばれた学年代表1名が3月下旬の全校発表会で発表する。全校発表会には外部の大学や企業の有識者が招かれ、代表生徒5人の発表の講評や講演を行う。
- 卒業式(3月上旬)
  - 入学式とは異なり、全校生徒が参加する。
- 前期課程修了証書授与式(3月下旬)
  - 義務教育終了の節目として、修了証書授与式を行う。3年生のみが参加。
- 群馬巡検(3月下旬)
  - FEWC IIAの一環として、毎年2年生が研究の成果を群馬県庁などの県内の機関に発表しに行く。
- 研究機関訪問(3月下旬)
  - FEWC IIIAの一環として、毎年3年生が研究の成果を東京の専門の研究機関や省庁、企業に発表しに行く。

(廃止となった行事)
- SGHハワイ語学研修(SGH終了後廃止)
  - スーパーグローバルハイスクールの活動の一環として、毎年8月に、3・4年生の希望者がハワイ島での研修活動を行っていた。
- 地球市民語学研修(2023年を最後に廃止)
  - 毎年3月に、3・4年生の希望者がボストン及びニューヨークで2週間ほど研修活動を行っていた。

## 明石プロジェクト
本校創設者でもある明石康の名にちなんだ、希望者参加制の研究活動。模擬国連・イノベーションなどのゼミが存在し、それぞれが研究を進めている。ほぼ生徒主体のものである。

## 学校施設

### 校舎概略
校舎は地上6階建て、と学校の校舎としてはとても高いものとなっている。校舎内にはエレベーターが2機あり、主に教諭や管弦楽部が使用する。基本的には生徒は使用できない。同じ敷地内に中央高校の校舎も並立していたが、2012年2月までに工事により解体された。
校舎外部の壁面はクリーム・茶色系統。教室内部の壁面や机・椅子等には群馬県産の木材 (杉) を使用する（1年生のみ）などこだわりも見せている。
前身である群馬県立中央高等学校は校舎の壁が白く、これが校歌の歌詞の由来となっている。

### 主な施設・設備内容
教室
各学年1-4組で学習時に使用する。教室内には扇風機 (4台) 、エアコン (1台) 、ガスヒーター (1台) が設置されている。また、黒板ではなくホワイトボードを使用している (これは本校全ての部屋がそうである) 。昼食時にはここで食事することができる。
少人数教室
本校の特徴である、数学や英語で少人数教育を行うのに使用される。エアコン完備。休業中には自習室としても使用される。
日本文化学習室
日本文化に対する理解を目標に書道・百人一首・伝統楽器の演奏の時に使用される。
ICTルーム (1・2)
生徒一人一台使用できる数のコンピュータ (32台) 、教師用コンピューター（2台）、教師用コンピューターの拡張画面（16台）、また4台のプリンター、複合機1台を備える。総合の授業で使用できる。
マルチメディアライブラリー(MML)
多数の蔵書や洋書の他、CD・DVDなどの視聴覚資料、新聞や雑誌も置かれる。また、司書がリクエストに応じて、群馬県立図書館や高崎市立図書館などからの本のレンタルや新規購入も可能である。
資料を活用する授業を行う場合にも生徒分の机、椅子があるため使用できる。パソコンも机の上に置かれている。
明石ルーム
本校創設者でもある明石康の名にちなみ名前を付けられた多目的室。
交流館
校舎と2階でつながっている別建物。2005年度に落成。学習、または部活動での合宿時に使用する。和室があるため茶道・華道なども行える。
カフェテリア
いわゆる食堂。セルフ形式となっているため生徒や教職員などが利用する場合は事前に食券を購入する必要がある。外もテラスとなっているため天気の良い日にはそこでも食事ができる。自動販売機5機がここに置かれている。
ホール (中央ホール/多目的ホール)
正面玄関入ってすぐの所が中央ホールである。各種発表会での会場、また大型モニターが設置されているため学校説明会などや小規模の集会にも使用される。設置されている展示ボックスには中央中等に関係する著名人の展示品や賞状などが置かれている。
2-4階の中央部分の広いスペースが多目的ホールである。長テーブルやイスが置いてあるため生徒が学習するときなどに使用される。また、集会時にも使われる。2階の多目的ホールには自動販売機1機が設置されている。
総合実習室1-6
理科や技術家庭科の授業で使用する。教室はエアコン完備。
体育館 (第一/第二) ・トレーニングルーム
トレーニングルームには、各種器具が備わっており、雨の日などの部活動で活用されている。
むげんかん
校庭南側にある野球部の雨天練習場。中央高校が甲子園出場した際に建てられた。
テニスコート
校庭の南に2面あるが、2014年度に校舎のすぐ南にさらに2面設置され、計4面ある。

## 部活動
6学年あるため一貫して同じ部活動を続けることができ、逆に前期後期で違う部活動に所属することもできる。部活動の所属・入退部は自由だが、駅伝部を除いて兼部はできない(後述)。なお、中体連・高体連 (高野連) 等、学年で所属する団体が異なるため部活動は前期・後期に分けられる。一方、管弦楽部・科学部・将棋部は6学年一緒に活動する。
前期
- 野球部（軟式）
- サッカー部
- 陸上部
- 男子テニス部（硬式）
- 女子テニス部（硬式）
- 男子バスケットボール部
- 女子バスケットボール部
- 女子バレーボール部
- バドミントン部
- 卓球部
- 文化部

後期
- 野球部（硬式）
- サッカー部
- 陸上部
- 男子テニス部
- 女子テニス部
- 男子バスケットボール部
- 女子バスケットボール部
- 女子バレーボール部
- 男子バドミントン部
- 女子バドミントン部
- 卓球部
- 美術部
- 文化部百人一首班
- 文化部茶道班

前期・後期合同
- 管弦楽部
- 科学部
- 将棋部（2021年度創設）

この他に、所属している部活動とは別に参加できる駅伝部がある。前期生のみが参加でき、毎年夏休みから秋に行われる中体連の駅伝大会まで活動する。夏休み期間中は毎朝2時間程練習し、その後各自の部活動の練習に行く、という生徒が多い。中体連の駅伝大会には選抜された生徒が出場し、男女ともに群馬県大会の常連校である。なお、男子は2024年に、女子は2020年に県大会で優勝した。
部活動の下の位置付けとして、5人以上で構成されると認可される同好会がある。以前は、校内に活動場所がない等の理由から学校外で諸活動をしている生徒 (水泳・体操・スキーなど) は、特別に大会参加時のみ部活動に所属していると扱い、それらの活動は「設置外部活動」と呼ばれていた。2016年度より設置外部活動は廃止となり、学校の認可を必要とする大会に参加する場合は全て同好会か部活動の設置が条件となった（2015年度までの設置外部活動は全て同好会に移行されている）。
- 水泳同好会 (前/後)
- 放送同好会 (後期のみ入会可能)
- 剣道・空手同好会 (後期のみ入会可能)

## 著名な出身者
- 粂原圭太郎（1期）
- 栗田誠矢（6期）